# Original Teile Center
Die Original Teile Center – kurz OTC genannt – sind die einzelnen Logistikzentren zur Ersatzteilversorgung der Volkswagen AG. Sie bilden mit einer Gesamtlagerfläche von einem Quadratkilometer das größte Ersatzteilelager Europas. Neben dem Hauptsitz beim Volkswagenwerk Kassel in Baunatal (OTC 1 – OTC 5, Halle 11/12 und Halle 18), befinden sich sowohl im Güterverteilzentrum und im Unternehmenspark in Kassel als auch in Borken, Wabern, Zwickau und Ingolstadt weitere Standorte. Es wurde im Jahr 1994 in Betrieb genommen und daraufhin 2002, 2004 und 2008 erweitert.
Mit dem aus rund 400.000 Artikeln bestehenden Warensortiment verzeichnet der Vertrieb Original Teile – kurz VO genannt – weltweit einen Umsatz von 8 Mrd. Euro. Allein in den Kasseler Standorten wird mit rund 2.500 Mitarbeitern ein Umsatz von 4,6 Mrd. Euro erzielt. Es umfasst die Marken Volkswagen Original Teile, Audi Original Teile, Seat Original Teile und Škoda Original Teile.
Beliefert werden Kunden in über 170 Ländern durch die Volkswagen Original Teile Logistik GmbH & Co. KG. Der Servicegrad beträgt hierbei 98 Prozent bei 42 Mio. ausgelieferten Auftragspositionen.